# 维克图尔格拉埃夫
维克图尔格拉埃夫是巴西南大河州的一个市镇。总面积238.274平方公里，总人口2863人，人口密度12人/平方公里。